# Akita
Akita (秋田県 (Thu Điền huyện) Akita-ken) là một tỉnh ở vùng Tohoku của Nhật Bản. Trung tâm hành chính là thành phố Akita.

## Địa lý

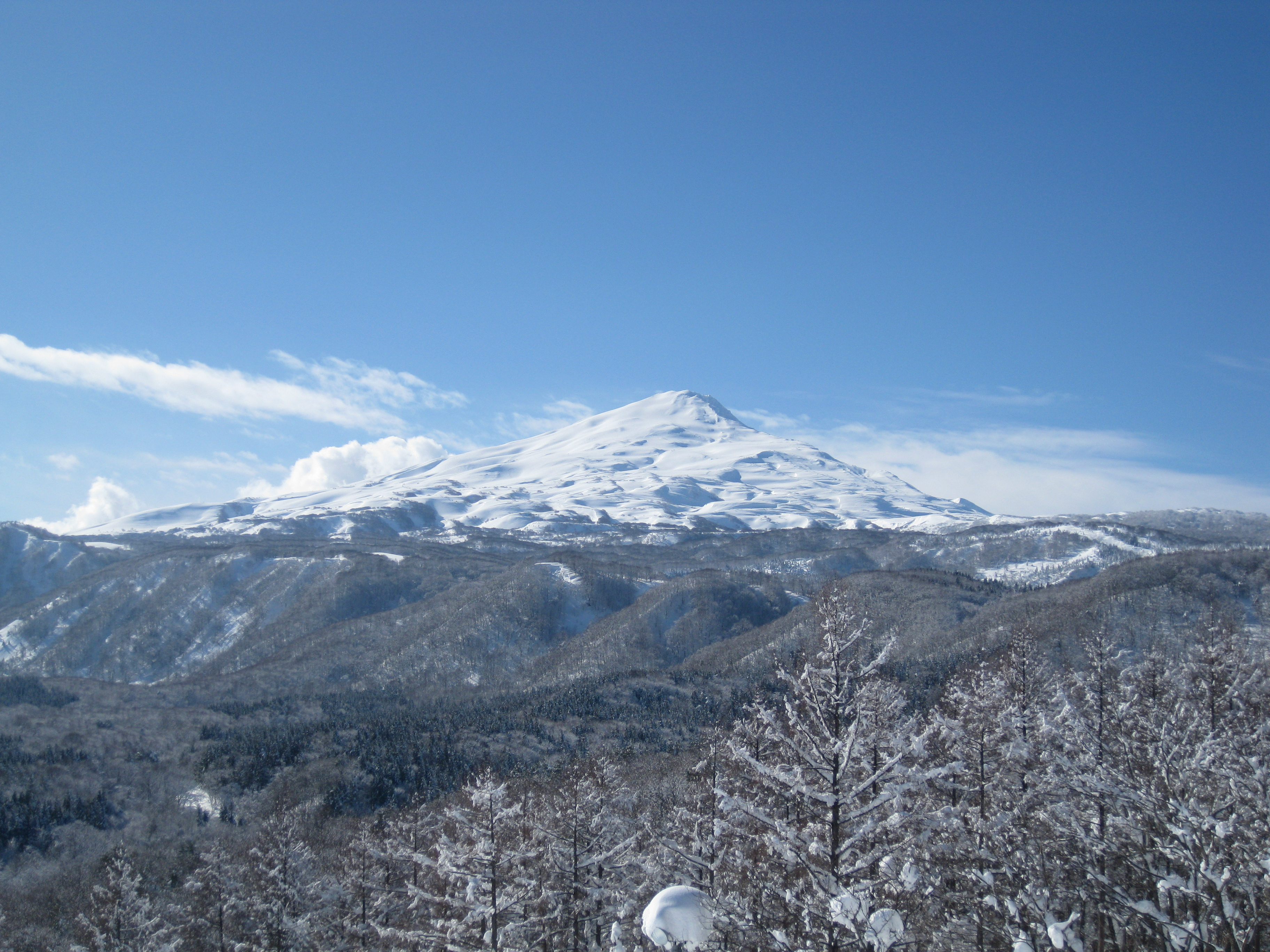
Núi Chokai

Nằm ở phía bắc của đảo Honshū, Akita trông ra biển Nhật Bản ở phía tây và giáp bốn tỉnh khác: Aomori ở phía bắc, Iwate ở phía đông, Miyagi ở phía đông nam, và Yamagata ở phía nam.

## Hành chính

### Thành phố
| Tên             | Tên        | Diện tích (km2) | Dân số  | Mật độ (người/km2) | Bản đồ |
| Rōmaji          | Kanji      | Diện tích (km2) | Dân số  | Mật độ (người/km2) | Bản đồ |
| --------------- | ---------- | --------------- | ------- | ------------------ | ------ |
| Akita (thủ phủ) | 秋田市     | 906,07          | 305.625 | 337,31             |        |
| Daisen          | 大仙市     | 866,77          | 81.133  | 93,60              |        |
| Katagami        | 潟上市     | 97,76           | 32.585  | 333,32             |        |
| Kazuno          | 鹿角市     | 707,52          | 30.715  | 43,41              |        |
| Kitaakita       | 北秋田市   | 1.152,76        | 31.504  | 27,33              |        |
| Nikaho          | にかほ市   | 241,13          | 24.291  | 100,74             |        |
| Noshiro         | 能代市     | 426,95          | 52.283  | 122,46             |        |
| Oga             | 男鹿市     | 241,09          | 26.930  | 111,70             |        |
| Ōdate           | 大館市     | 913,22          | 71.558  | 78,36              |        |
| Semboku         | 仙北市     | 1.093,64        | 25.857  | 23,64              |        |
| Yokote          | 横手市     | 692,8           | 89.574  | 129,29             |        |
| Yurihonjō       | 由利本荘市 | 1.209,6         | 76.077  | 62,89              |        |
| Yuzawa          | 湯沢市     | 790,91          | 44.346  | 56,07              |        |

### Làng và thị trấn
| Tên           | Tên        | Diện tích (km2) | Dân số | Mật độ (người/km2) | Huyện       | Loại đô thị | Bản đồ |
| Rōmaji        | Kanji      | Diện tích (km2) | Dân số | Mật độ (người/km2) | Huyện       | Loại đô thị | Bản đồ |
| ------------- | ---------- | --------------- | ------ | ------------------ | ----------- | ----------- | ------ |
| Fujisato      | 藤里町     | 281,98          | 3.180  | 11,28              | Yamamoto    | Thị trấn    |        |
| Gojōme        | 五城目町   | 214,94          | 9.015  | 41,94              | Minamiakita | Thị trấn    |        |
| Hachirōgata   | 八郎潟町   | 17              | 5.749  | 338,18             | Minamiakita | Thị trấn    |        |
| Happō         | 八峰町     | 234,14          | 7.025  | 30                 | Yamamoto    | Thị trấn    |        |
| Higashinaruse | 東成瀬村   | 203,57          | 2.512  | 12,34              | Ogachi      | Làng        |        |
| Ikawa         | 井川町     | 47,95           | 4.658  | 97,14              | Minamiakita | Thị trấn    |        |
| Kamikoani     | 上小阿仁村 | 256,72          | 2.247  | 8,75               | Kitaakita   | Làng        |        |
| Kosaka        | 小坂町     | 201,7           | 4.986  | 24,72              | Kazuno      | Thị trấn    |        |
| Misato        | 美郷町     | 168,34          | 19.337 | 114,87             | Senboku     | Thị trấn    |        |
| Mitane        | 三種町     | 248,09          | 16.172 | 65,19              | Yamamoto    | Thị trấn    |        |
| Ōgata         | 大潟村     | 170,11          | 3.164  | 18,60              | Minamiakita | Làng        |        |
| Ugo           | 羽後町     | 230,78          | 14.639 | 63,43              | Ogachi      | Thị trấn    |        |